# Katutura Central
Katutura Central es un distrito electoral de la Región de Khomas en Namibia.
Su población es de 20,988 habitantes. Katutura Central es una localidad dentro de Windhoek que fue fundada para ser habitada por negros por el entonces gobierno del apartheid de Namibia en la década de 1950.